# Nikolaus Klammer
Nikolaus Klammer oder Nicolaus Clamer (* 1769 in Wien; † 26. März 1830 in Graz) war ein österreichischer Elfenbeinschnitzer und Zeichenlehrer.

## Jugend und Elternhaus
Die Grundkenntnisse für bildnerische Arbeiten vermittelte ihm sein Vater, ein aus Bayern stammender Porzellanmodelleur, der in Wien für die kaiserliche Porzellanmanufaktur tätig war.
Die Gebrüder Hess, die das außerordentliche Talent des jungen Klammer erkannten, nahmen ihn bereits mit zwölf Jahren als Lehrknaben auf, um ihn in der Kunst der Elfenbeinschnitzerei zu unterweisen. Vor allem der jüngere der beiden Geschwister, Paul Johann Hess, nahm sich dabei seiner an.
Während die Brüder Hess ihre Mikroschnitzereien meistens aus dem weißen, kaum vergilbenden Glasbein des Waldelefanten aus dem Westen Afrikas anfertigten, schätzte Klammer den Naturton von Milchbein der Steppenelefanten Ost- und Südafrikas.

## Förderer
Eine vom Gönner Klammers, dem pensionierten k. k. Hauptmann Anton Striseck Edler von Riesenthal finanzierte Bildungsreise führte den Künstler in den 1790er Jahren nach London, wo er auch mit großer Sicherheit im Atelier der beiden deutschen Hof-Bildhauer G. Stephany und J. Dresch arbeitete. Nach dem Bildungsaufenthalt in England schrieb Klammer seinen Namen zumeist mit C und nur einem M (Nicolaus Clamer).

## Wirken
Obwohl manche Werke Klammers 1.200 Goldgulden (ein Schullehrer verdiente im Vergleich 75 Gulden im Jahr) erzielten, hatte er zeit seines Lebens finanzielle Schwierigkeiten. Wie es in einem alten Lexikon heißt, war er zu viel „Idealist“, weil er an seinen Werken oft monatelang arbeitete und alles um sich vergaß. Von Gläubigern bedrängt, sah sich Klammer gezwungen, für seine Arbeiten weniger Zeit aufzuwenden. Er verlegte sich von der Mikrotechnik auf Miniaturschnitzereien. In dieser Periode stellte er vor allem kleine Pferdeskulpturen her, die als Busen- oder Krawattennadeln dienten.
Wie seine Lehrmeister verwendete der Künstler als Pigment für den Bildhintergrund pulverisiertes Kobaltglas, und nach seinem Aufenthalt in England auch Täfelchen aus dunkelblauem Glas (Bristolglas).
Unter den Arbeiten Klammers findet sich ein aus Elfenbein gefertigter Blumenstrauß in einer mit Flachreliefschnitzerei verzierten Vase. Das Werk wurde beim Wiener Kongress (1814/1815) allgemein bestaunt und gelangte für die Summe von 1200 Gulden in den Besitz des Fürsten Johann von Liechtenstein.
1815 verlor Klammer seine Frau Anna Hörlin, nachdem zuvor schon seine sechs Kinder vermutlich an Pocken verstorben waren. Durch den Verlust der gesamten Familie schwer getroffen, verfiel Klammer in Depressionen. Er isolierte sich von seiner Umwelt, büßte seine ruhige Hand ein und konnte feine Arbeiten nicht mehr ausführen. Wie Wastler in seinem Lexikon berichtet, gilt als letzte Elfenbeinschnitzerei des Künstlers ein „Tableau“ mit der Büste Erzherzog Johanns, welches von Allegorien des Friedens und des Ackerbaus umgeben ist. Diese Arbeit blieb unvollendet.
Nachdem er mit ca. 31 Jahren nach Graz uebersiedelte, verbrachte er seine letzten Jahre als Zeichenlehrer in Graz. Er verstarb am  26. Maerz 1830 an Brustwassersucht (Hydrothorax).

## Ausstellungen
Werke Klammers befinden sich u. a. im Joanneum in Graz, im Museum für angewandte Kunst in Wien, im Stift Seitenstetten, Museum and Art Gallery Bristol sowie in einigen privaten Sammlungen.
In der Kunstkammer des Kunsthistorischen Museums in Wien, die unter dem Titel: „Mikrobilder - Wunder der Bildhauerkunst“ vom 28. Februar bis zum 3. September 2000 stattfand und vom Kunsthistoriker Peter W. Hartmann kuratiert wurde, waren einige Werke Klammers aus der Sammlung der Connoisseur Collection ausgestellt.